# Huy hiệu Bác Hồ
Huy hiệu Bác Hồ là phần thưởng do Chủ tịch nước Việt Nam Dân chủ Cộng hòa Hồ Chí Minh trực tiếp tặng cho các cá nhân có những gương làm việc tốt; phần thưởng này có ý nghĩa quan trọng trong công tác giáo dục, động viên mọi người dân Việt Nam khi có những gương làm việc tốt mà Hồ Chí Minh đọc được trên báo chí của miền Bắc Việt Nam vào những năm 1959 đến năm 1969.

Huy hiệu Bác Hồ

## Lịch sử
Cuối năm 1959, Hồ Chí Minh xin Bộ Chính trị Ban Chấp hành Trung ương Đảng Lao động Việt Nam (nay là Đảng Cộng sản Việt Nam) cho phép Hồ Chí Minh được tặng thưởng huy hiệu (mang tên Huy hiệu Bác Hồ) đối với những gương làm việc tốt mà ông đọc được trên báo chí. Ông quan niệm rằng: một trăm bài diễn văn hay không bằng một tấm gương sống. Từ đó trở đi, hễ đọc trên báo thấy tấm gương "người tốt, việc tốt" nào, nhất là những người đi đầu khởi xướng phong trào, ông liền cử cán bộ đi xác minh và tặng "Huy hiệu Bác Hồ" cho người có thành tích xứng đáng. Hồi đó, miền Bắc Việt Nam đã dấy lên phong trào thi đua "nhà nhà làm việc tốt, người người làm việc tốt" để mong được đón nhận "Huy hiệu Bác Hồ". Đã có khoảng 5.000 người được Hồ Chí Minh tặng thưởng "Huy hiệu Bác Hồ" qua phong trào "Người tốt, việc tốt" ở miền Bắc Việt Nam.
Một số nhân vật được tặng thưởng
- Trần Hanh: Chủ tịch Hội Cựu chiến binh Việt Nam, Anh hùng Lực lượng vũ trang nhân dân;
- Nguyễn Ngọc Độ: Anh hùng lực lượng vũ trang nhân dân, 6 huy hiệu cho 6 lần bắn rơi máy bay Mỹ
- Nguyễn Văn Bảy: Anh hùng lực lượng vũ trang nhân dân, 7 huy hiệu cho 7 lần bắn rơi máy bay Mỹ
- Dương Quảng Châu, Anh hùng lực lượng vũ trang nhân dân
- Ngô Thị Tuyển: Anh hùng lực lượng vũ trang nhân dân;[2]
- Phạm Thanh Ngân: 8 huy hiệu cho 8 lần bắn rơi máy bay Mỹ;[3]
- La Thị Tám: Nữ anh hùng tại ngã ba Đồng Lộc (1968);
- Hà Công Ấn: Chiến sĩ đồn Công an Tân Ấp, xã Hương Hoá, huyện Tuyên Hoá, tỉnh Quảng Bình (1971);[4]
- Phạm Thị Vách: (sinh năm 1940, tại xã Hùng Cường, Kim Động, Hưng Yên), Anh hùng lao động, đại biểu Quốc hội Việt Nam khóa III, IV, V - hai lần được nhận Huy hiệu Bác Hồ;[5]